# Belgian International 2019
Das Belgian International 2019 im Badminton fand vom 11. bis zum 14. September 2019 in Leuven statt.

## Sieger und Platzierte
| Disziplin    | Gold                           | Silber                           | Bronze                               |
| ------------ | ------------------------------ | -------------------------------- | ------------------------------------ |
| Herreneinzel | Lakshya Sen                    | Victor Svendsen                  | Kim Bruun                            |
| Herreneinzel | Lakshya Sen                    | Victor Svendsen                  | Kai Schäfer                          |
| Dameneinzel  | Line Christophersen            | Neslihan Yiğit                   | Aliye Demirbağ                       |
| Dameneinzel  | Line Christophersen            | Neslihan Yiğit                   | Qi Xuefei                            |
| Herrendoppel | Ben Lane Sean Vendy            | Bjarne Geiss Jan Colin Völker    | Jones Ralfy Jansen Peter Käsbauer    |
| Herrendoppel | Ben Lane Sean Vendy            | Bjarne Geiss Jan Colin Völker    | Daniel Lundgaard Mathias Thyrri      |
| Damendoppel  | Gabriela Stoeva Stefani Stoeva | Rachel Honderich Kristen Tsai    | Amalie Magelund Freja Ravn           |
| Damendoppel  | Gabriela Stoeva Stefani Stoeva | Rachel Honderich Kristen Tsai    | Debora Jille Alyssa Tirtosentono     |
| Mixed        | Ben Lane Jessica Pugh          | Mikkel Mikkelsen Amalie Magelund | Jones Ralfy Jansen Kilasu Ostermeyer |
| Mixed        | Ben Lane Jessica Pugh          | Mikkel Mikkelsen Amalie Magelund | Emil Lauritzen Iben Bergstein        |